# Kalecik (Ankara)
Pour les articles homonymes, voir Kalecik.
Kalecik est une ville et un district de la province d'Ankara dans la région de l'Anatolie centrale en Turquie.